# Ovia procurva
Ovia procurva (Yu & Song, 1988) è un ragno appartenente alla famiglia Lycosidae.
È l'unica specie nota del genere Ovia.

## Distribuzione
L'unica specie oggi nota di questo genere è stata rinvenuta in India, Cina e Taiwan.

## Tassonomia
Le caratteristiche di questo genere sono state descritte dall'analisi degli esemplari tipo Pardosa procurva Yu & Song, 1988.
Dal 2017 non sono stati esaminati altri esemplari, né sono state descritte sottospecie al 2017.